# Új-kaledón kuvikfecske
Az új-kaledón kuvikfecske (Aegotheles savesi) a madarak osztályának kuvikfecskealakúak (Aegotheliformes) rendjébe és a kuvikfecskefélék (Aegothelidae) családjába tartozó faj. Korábban, a család más fajaival együtt a sarlósfecske-alakúak rendjének tagjaival rokonították.

## Előfordulása
Kizárólag Új-Kaledónia területén honos. A természetes élőhelye szubtrópusi és trópusi síkvidéki és hegyi esőerdők.

## Megjelenése
Testhossza 28 centiméter. Tollazata hátán fahéjbarna, testének többi részén fekete.

## Természetvédelmi helyzete
Ez a faj csupán egy 1880-ban gyűjtött példányról volt ismert, és már hosszú ideje kihaltnak vélték, amikor 1998-ban egy megfigyelés alapján újra felfedezték. Az élőhely irtása a kihalás szélére sodorta; egyedszámát jelenleg 120 körül becsülik.